# Короткие волны (фильм)
«Короткие волны» — российский художественный фильм режиссёра Михаила Довженко. Был презентован в сентябре 2017 года в городе Благовещенске на Фестивале кино и театра «Амурская осень». Выход в широкий прокат в России состоялся 11 апреля 2019 года.

## Сюжет
Фильм является киноальманахом, рассказывающим пять историй, случившихся на радио и вокруг него. Герои новелл спасают любовь, обсуждают роль мужчины и женщины, любовь и  меняют свою жизнь. Сюжет основан на реальных событиях.

## В ролях
- Алекс Дубас — Алекс, радиоведущий
- Евгений Гришковец — коллекционер
- Игорь Ясулович — таксист
- Яков Довженко — мальчик Яша
- Екатерина Ю. Волкова — Оксана Дружинина
- Екатерина В. Волкова — Ольга Гудкова
- Влад Маленко — Олег Володарский
- Алиса Хазанова — натурщица
- Елена Плаксина — Полина
- Екатерина Семенова — Катя
- Северия Янушаускайте — Ирма
- Ивар Калныньш — Он
- Алексей Макаров — Лабр
- Анна Чурина — Маша / лесбиянка
- Вячеслав Манучаров — любитель апельсинов
- Александр Бунин
- Александр Добровинский — Александр Абрамович Фридман, бухгалтер / голос Леона
- Владимир Вишневский — уличный поэт
- Евгений Маргулис — дядя Давид
- Павел Баршак — Паша
- Михаил Довженко — ведущий новостей
- Владимир Носик — Дмитрий Савельич, радиолюбитель
- Дарья Носик — подруга Маши
- Екатерина Носик — подруга Маши
- Борис Грачевский — сводник
- Владимир Мишуков — Сергей Оболонский
- Екатерина Вуличенко — Даша, подруга Леры
- Ксения Князева — Лера Крапивина
- Евгений Венедиктов — Ваня
- Анна Цуканова-Котт — Алена
- Аддис Де Грант — Сергей
- Дарья Дроздовская — Даша, подруга Оли
- Константин Юшкевич — директор радиостанции
- Наталья Тетёнова — уборщица
- Максим Русанов